# Silvia Saint
Silvia Saint, echte naam Silvie Tomčalová (Kyjov, 12 februari 1976) is een Tsjechische pornoster.
Saint debuteerde op 18-jarige leeftijd als pornografisch model in het Nederlandse tijdschrift Seventeen van Video Art Holland. Sinds 1997 is Saint werkzaam in de Amerikaanse porno-industrie. Haar eerste Amerikaanse pornofilm werd gedraaid in Praag voor de Private Media Group en was een groot succes.

## Prijzen
- 1997: People's Choice Adult Award "Best Newcomer"
- 1997: AVN Award "Best Tease Performance"
- 1998: Penthouse "Pet of Month"
- 2000: Hot d'Or "Best Tease Performance"